# Hans Hedemann
Hans Christopher Georg Friederich Hedemann (født 7. juli 1792 i Flensborg, død 31. maj 1859 i København) var en dansk officer, far til Johan Christopher Georg og Marius Sophus Frederik Hedemann.
Hedemann afgik 1800 fra Kadetakademiet som sekondløjtnant, blev samme år premierløjtnant og kom 1811 til 1. jyske Infanteriregiment, hvorved han 1820 avancerede til kaptajn og 1836 til major. Ved hæromordningen 1842 blev han oberstløjtnant og chef for 10. Bataillon, 1846 chef for 1. Jægerkorps og kommandant i Kastellet samt året efter oberst.
Krigsminister Tscherning ansatte efter oprørets udbrud 1848 den forholdsvis unge oberst som overgeneral (han blev kort efter udnævnt til generalmajor), medens han formente, at den udsete stabschef, kaptajn Læssøe, navnlig skulle have den egentlige hærledelse. Således blev dog forholdet ikke; vistnok udøvede Læssøe en stor indflydelse i alle overkommandoens anliggender, men Hedemman havde dog sin selvstændige opfattelse af mange forhold og gjorde med rette gældende, at ansvaret for de beslutninger, som togs, tilfaldt ham.
Dette hindrede dog ikke, at forholdet mellem Hedemann og Læssøe stadig var godt, og i slagene ved Bov og ved Slesvig by 9. og 23. april samt i kampene ved Nybøl og Dybbøl 28. maj og 5. juni gjorde overkommandoen fortrinlig fyldest. Derimod blev hans forhold til krigsminister Tscherning mindre godt, fordi denne ikke kunde bekvemme sig til at give overkommandoen den fornødne handlefrihed; allerede efter slaget ved Slesvig indfandt oberst C.F. Hansen sig ved hæren med uindskrænket fuldmagt til på krigsministerens vegne at foretage og anordne, hvad han måtte skønne rigtigt, et forhold, som absolut måtte give Anledning til rivninger, hvilke ikke blev mindre, da Tscherning gav ordre til, at hærkorpset skulle underlægges generalkommandoen på Fyn.
Hedemann forlangte nu bestemt at fratræde befalingen over hæren, hvis han ikke blev friere stillet, hvad der vel havde til følge, at oberst Hansen til dels blev ham underlagt, men misstemningen og uenighed i anskuelser imellem dem vedblev at bestå, hvorfor Hedemann 16. juli, efter våbenstilstanden, beordredes til at afgive overkommandoen og til at gå til København for at overtage forsædet i en rådgivende komité under Krigsministeriet, medens han tillige atter blev kommandant i Kastellet. Hedemann forvandt ikke denne krænkelse, skønt kongen straks udnævnte ham til kammerherre og 1853 til Storkors af Dannebrog, medens flere våbenfæller sendte ham en smuk takskrivelse for hans ledelse af hæren.
En tiltagende øjensvaghed bevægede Hedemann til 1854 at søge sin afsked, som han fik med rang af generalløjtnant. På hans grav (Garnisons Kirkegård) findes et med hans portrætmedaljon prydet mindesmærke.